# Погром в День святой Схоластики
Погром в День святой Схоластики (англ. St Scholastica Day riot) произошёл в Оксфорде 10 февраля 1355 г. в день памяти святой Схоластики — католической святой и сестры св. Бенедикта Нурсийского.
В таверне Свиндлсток (где сейчас находится здание банка Сантандер) на площади Карфакс двое студентов Оксфордского университета устроили скандал с хозяином из-за, по их мнению, низкого качества подаваемых напитков. Взаимные оскорбления и последующая драка переросли в вооружённые столкновения между жителями и студентами, которые продолжались два дня, и жертвами которых стали 63 студента и около 30 горожан. В конце концов студенты потерпели поражение.
Спор был урегулирован властями в пользу университета, в связи с чем был издан специальный указ. С тех пор ежегодно 10 февраля мэр и члены городского совета должны были промаршировать с непокрытой головой по улицам и уплатить университету штраф по одному пенни за каждого убитого студента, то есть всего 5 шиллингов 3 пенса. Наказание оставалось в силе в течение 470 последующих лет и было снято лишь в 1825 году, когда мэр отказался участвовать в церемонии. Формально университет «простил» город 10 февраля 1955 года, когда мэру была присвоена почётная степень, а вице-канцлер был избран почётным горожанином.